# Accademia di belle arti di Atene
L'Accademia di belle arti di Atene (in greco: Ανωτάτη Σχολή Καλών Τεχνών) è la più antica scuola di grado universitario per l'alta formazione artistica del paese, è una delle più prestigiose.